# Turgut Reis-moskee (Baltsjik)
Turgut Reis-moskee is een moskee in de stad Baltsjik, in het oosten van Bulgarije.
Dragut (ook wel gekend als Turgut Reis) kwam terecht in een sterke storm in de Zwarte Zee en bad en zei dat hij een moskee zou bouwen als hij van deze storm af was. Hij bereikte Baltsjik en bouwde de Turgut Reis-moskee.